# برل مرسر
برل مرسر (انگلیسی: Beryl Mercer؛ ۱۳ ژوئیهٔ ۱۸۸۲ – ۲۸ ژوئیهٔ ۱۹۳۹) هنرپیشه اهل ایالات متحده آمریکا بود. از فیلم‌هایی که وی در آن نقش داشته است، می‌توان به در جبهه غرب خبری نیست، ایست لین، درنده باسکرویل، دشمن مردم اشاره کرد.